# .tg
.tg is het achtervoegsel van domeinen van websites uit Togo. Het nauwelijks gebruikte topleveldomein wordt beheerd door de registrar Nic.tg.